# Lista över fornlämningar i Ulricehamns kommun (Knätte)
Lista över fornlämningar i Ulricehamns kommun (Knätte) är en förteckning av ett urval av de fornlämningar som finns i Knätte i Ulricehamns kommun.
| Namn                   | Lämningstyp  | Tillkomsttid | Historisk indelning   | Plats | Läge                 | ID-nr          | Bild                                 |
| ---------------------- | ------------ | ------------ | --------------------- | ----- | -------------------- | -------------- | ------------------------------------ |
| Knätte 1:1             | Stensättning |              | Knätte, Västergötland |       | 57.883140, 13.572977 | 10171000010001 | Ladda upp en bild av detta fornminne |
| Knätte 2:1             | Röse         |              | Knätte, Västergötland |       | 57.880482, 13.583390 | 10171000020001 | Ladda upp en bild av detta fornminne |
| Knätte 3:1             | Röse         |              | Knätte, Västergötland |       | 57.876550, 13.564396 | 10171000030001 | Ladda upp en bild av detta fornminne |
| Knätte 4:1             | Röse         |              | Knätte, Västergötland |       | 57.870704, 13.568073 | 10171000040001 | Ladda upp en bild av detta fornminne |
| Knätte 4:2             | Stensättning |              | Knätte, Västergötland |       | 57.870580, 13.568266 | 10171000040002 | Ladda upp en bild av detta fornminne |
| Knätte 5:1             | Röse         |              | Knätte, Västergötland |       | 57.867645, 13.579526 | 10171000050001 | Ladda upp en bild av detta fornminne |
| Knätte 6:1             | Röse         |              | Knätte, Västergötland |       | 57.863470, 13.582576 | 10171000060001 | Ladda upp en bild av detta fornminne |
| Knätte 7:1             | Stensättning |              | Knätte, Västergötland |       | 57.862731, 13.580653 | 10171000070001 | Ladda upp en bild av detta fornminne |
| Knätte 8:1             | Röse         |              | Knätte, Västergötland |       | 57.862547, 13.576361 | 10171000080001 | Ladda upp en bild av detta fornminne |
| Knätte 8:2             | Röse         |              | Knätte, Västergötland |       | 57.862519, 13.576601 | 10171000080002 | Ladda upp en bild av detta fornminne |
| Knätte 9:1             | Röse         |              | Knätte, Västergötland |       | 57.860910, 13.579439 | 10171000090001 | Ladda upp en bild av detta fornminne |
| Knätte 10:1            | Röse         |              | Knätte, Västergötland |       | 57.860814, 13.584270 | 10171000100001 | Ladda upp en bild av detta fornminne |
| Knätte 10:2            | Röse         |              | Knätte, Västergötland |       | 57.860544, 13.584065 | 10171000100002 | Ladda upp en bild av detta fornminne |
| Knätte 10:3            | Röse         |              | Knätte, Västergötland |       | 57.861262, 13.584538 | 10171000100003 | Ladda upp en bild av detta fornminne |
| Knätte 10:4            | Stensättning |              | Knätte, Västergötland |       | 57.860259, 13.584458 | 10171000100004 | Ladda upp en bild av detta fornminne |
| Knätte 12:1            | Stensättning |              | Knätte, Västergötland |       | 57.859447, 13.612216 | 10171000120001 | Ladda upp en bild av detta fornminne |
| Knätte 12:2            | Hällristning |              | Knätte, Västergötland |       | 57.859402, 13.612694 | 10171000120002 | Ladda upp en bild av detta fornminne |
| Knätte 13:1            | Röse         |              | Knätte, Västergötland |       | 57.858382, 13.610712 | 10171000130001 | Ladda upp en bild av detta fornminne |
| Knätte 14:1            | Stensättning |              | Knätte, Västergötland |       | 57.855711, 13.608892 | 10171000140001 | Ladda upp en bild av detta fornminne |
| Knätte 14:2            | Röse         |              | Knätte, Västergötland |       | 57.855687, 13.608392 | 10171000140002 | Ladda upp en bild av detta fornminne |
| Knätte 15:1            | Röse         |              | Knätte, Västergötland |       | 57.854033, 13.605806 | 10171000150001 | Ladda upp en bild av detta fornminne |
| Knätte 16:1            | Stenkrets    |              | Knätte, Västergötland |       | 57.841270, 13.597416 | 10171000160001 | Ladda upp en bild av detta fornminne |
| Knätte 16:2            | Stensättning |              | Knätte, Västergötland |       | 57.841270, 13.597416 | 10171000160002 | Ladda upp en bild av detta fornminne |
| Knätte 16:3            | Stensättning |              | Knätte, Västergötland |       | 57.841202, 13.597581 | 10171000160003 | Ladda upp en bild av detta fornminne |
| Knätte 19:1            | Röse         |              | Knätte, Västergötland |       | 57.853775, 13.528437 | 10171000190001 | Ladda upp en bild av detta fornminne |
| Knätte 20:1            | Stensättning |              | Knätte, Västergötland |       | 57.849109, 13.535606 | 10171000200001 | Ladda upp en bild av detta fornminne |
| Knätte 21:1            | Röse         |              | Knätte, Västergötland |       | 57.849588, 13.537861 | 10171000210001 | Ladda upp en bild av detta fornminne |
| Knätte 22:1            | Röse         |              | Knätte, Västergötland |       | 57.845515, 13.535913 | 10171000220001 | Ladda upp en bild av detta fornminne |
| Knätte 23:1            | Stensättning |              | Knätte, Västergötland |       | 57.846399, 13.535734 | 10171000230001 | Ladda upp en bild av detta fornminne |
| Knätte 24:1            | Röse         |              | Knätte, Västergötland |       | 57.845312, 13.539940 | 10171000240001 | Ladda upp en bild av detta fornminne |
| Knätte 25:1            | Röse         |              | Knätte, Västergötland |       | 57.845984, 13.540714 | 10171000250001 | Ladda upp en bild av detta fornminne |
| Knätte 25:2            | Röse         |              | Knätte, Västergötland |       | 57.846123, 13.540666 | 10171000250002 | Ladda upp en bild av detta fornminne |
| Storerör (Knätte 26:1) | Röse         |              | Knätte, Västergötland |       | 57.846586, 13.544810 | 10171000260001 | Ladda upp en bild av detta fornminne |
| Knätte 27:1            | Stensättning |              | Knätte, Västergötland |       | 57.844831, 13.539332 | 10171000270001 | Ladda upp en bild av detta fornminne |
| Knätte 30:1            | Hällristning |              | Knätte, Västergötland |       | 57.848982, 13.540437 | 10171000300001 | Ladda upp en bild av detta fornminne |
| Knätte 43:1            | Stensättning |              | Knätte, Västergötland |       | 57.847891, 13.537405 | 10171000430001 | Ladda upp en bild av detta fornminne |
| Knätte 44:1            | Stensättning |              | Knätte, Västergötland |       | 57.850301, 13.525806 | 10171000440001 | Ladda upp en bild av detta fornminne |
| Knätte 45:1            | Röse         |              | Knätte, Västergötland |       | 57.854221, 13.552974 | 10171000450001 | Ladda upp en bild av detta fornminne |
| Knätte 46:1            | Röse         |              | Knätte, Västergötland |       | 57.862437, 13.582847 | 10171000460001 | Ladda upp en bild av detta fornminne |
| Knätte 50:1            | Hällristning |              | Knätte, Västergötland |       | 57.844071, 13.601060 | 10171000500001 | Ladda upp en bild av detta fornminne |